# Championnat du Népal de football 2000
Navigation
Saison 1996-1997 Saison 2003
La saison 2000 du Championnat du Népal de football est la trente-troisième édition de la Kathmandu Martyr's Memorial League, le championnat de première division au Népal. Les douze formations de la capitale, Katmandou, sont réunies au sein d'une poule unique où elles s'affrontent une fois au cours de la saison. Toutes les rencontres sont disputées au Stade Dasarath Rangasala. 
C'est le Manang Marsyangdi Club qui remporte la compétition cette saison après avoir terminé en tête du classement final, avec cinq points d'avance sur le duo Rani Pokhari Corner Team-Three Star Club. Il s’agit du quatrième titre de champion du Népal de l'histoire du club.

## Les clubs participants
- New Road Team
- Manang Marsyangdi Club
- Rani Pokhari Corner Team
- Friends Club
- Jawalakhel Youth Team
- Sankata Badge SC
- Boys Union Club
- Katmandou Club
- Naxal Yuwa
- Boys Sports Club
- Bansbari FC
- Three Star Club

## Compétition
Le barème de points servant à établir le classement se décompose ainsi :
- Victoire : 3 points
- Match nul : 1 point
- Défaite : 0 point

### Classement
| Rang | Équipe                   | Pts | J  | G  | N | P | Bp | Bc | Diff |
| ---- | ------------------------ | --- | -- | -- | - | - | -- | -- | ---- |
| 1    | Manang Marsyangdi Club   | 31  | 11 | 10 | 1 | 0 | 44 | 6  | +38  |
| 2    | Rani Pokhari Corner Team | 26  | 11 | 8  | 2 | 1 | 49 | 14 | +35  |
| 3    | Three Star ClubT         | 26  | 11 | 8  | 2 | 1 | 32 | 10 | +22  |
| 4    | Friends Club             | 21  | 11 | 6  | 3 | 2 | 20 | 11 | +9   |
| 5    | Jawalakhel Youth Team    | 20  | 11 | 6  | 2 | 3 | 22 | 19 | +3   |
| 6    | New Road Team            | 12  | 11 | 3  | 3 | 5 | 27 | 18 | +9   |
| 7    | Boys Union Club          | 11  | 11 | 3  | 2 | 6 | 20 | 30 | -10  |
| 8    | Katmandou Club           | 10  | 11 | 2  | 4 | 5 | 20 | 28 | -8   |
| 9    | Sankata Badge SC         | 9   | 11 | 3  | 0 | 8 | 12 | 25 | -13  |
| 10   | Boys Sports Club         | 8   | 11 | 2  | 2 | 7 | 13 | 31 | -18  |
| 11   | Naxal Yuwa               | 8   | 11 | 2  | 2 | 7 | 9  | 33 | -24  |
| 12   | Bansbari FC              | 4   | 11 | 1  | 1 | 9 | 13 | 56 | -43  |

|  | Champion du Népal 2000 |
|  | T : Tenant du titre    |

## Bilan de la saison
| Championnat du Népal de football 2000                             |                                   |
| Champion                                                          | Manang Marsyangdi Club (4e titre) |
| Qualifications continentales                                      |                                   |
| Coupe d'Asie des clubs champions 2000-2001                        | Aucun                             |
| Coupe d'Asie des vainqueurs de Coupe 2000-2001                    | Aucun                             |
| Promotions et relégations                                         |                                   |
| Promus en Kathmandu Martyr's Memorial League                      | Aucun                             |
| Relégués en Championnat du Népal de football de deuxième division | Aucun                             |